# Vuvuzela
La vuvuzela, appelée lepatata en setswana, dont le nom est parfois francisé en vouvouzela, est une corne d'environ 70 centimètres de long, popularisée dans les années 1990 par les supporters des deux clubs de football de Soweto en Afrique du Sud : les Kaizer Chiefs (équipés du modèle jaune) et les Orlando Pirates (équipés du modèle noir et blanc),. Elle a acquis une renommée internationale lors de la Coupe des confédérations 2009 et est omniprésente lors de la Coupe du monde de football de 2010, organisées toutes les deux par l'Afrique du Sud, et devenant un symbole de la Coupe du monde 2010, en même temps qu'un sujet de controverses à cause du bourdonnement incessant qu'elle génère pendant les matchs et leur retransmission.
L'étymologie du nom est imprécise, soit du mot zoulou pour « faire du bruit », soit d'une onomatopée (« vou-vou ») imitant le son produit.

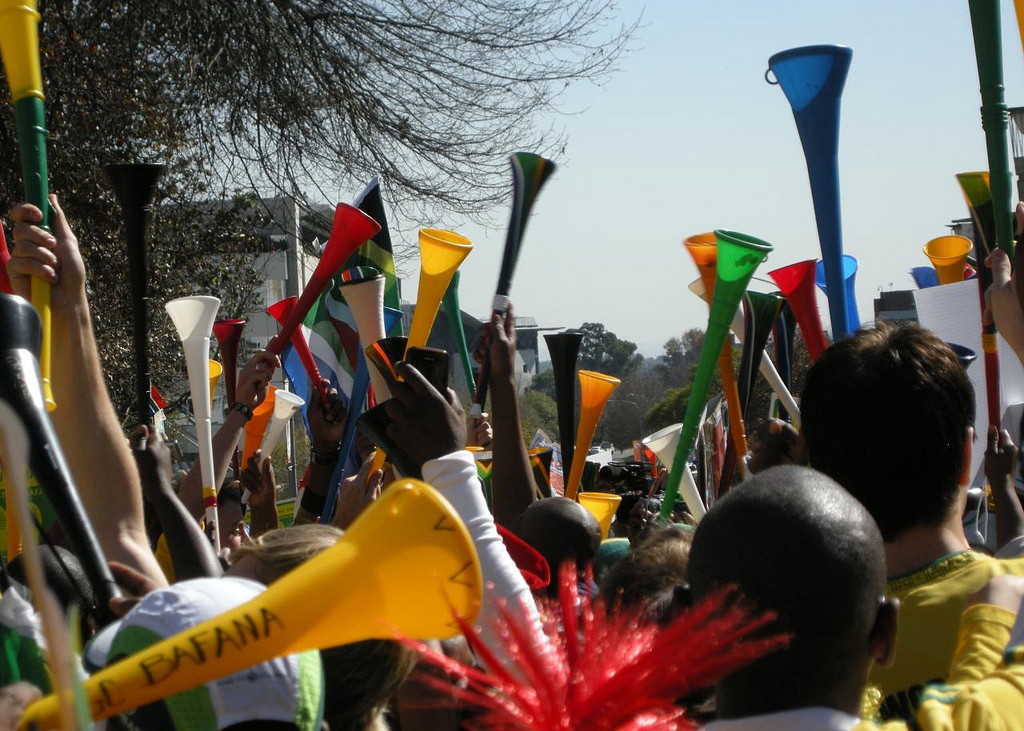
Des supporteurs avec des vuvuzelas.

## Facture

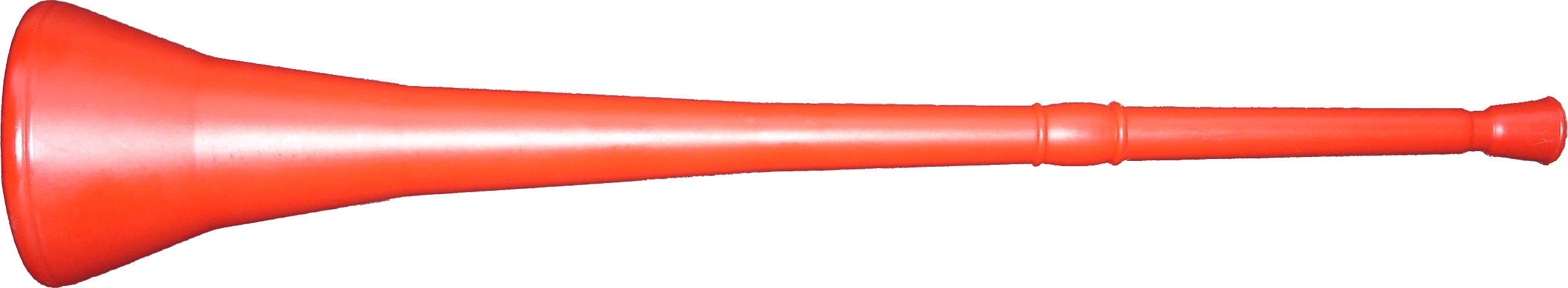
Une vuvuzela.

Fabriquée à l'origine en étain, la vuvuzela est apparue en Afrique du Sud dans les années 1960 ; en 2001, l'entreprise sud-africaine Masincedane Sport a commencé à commercialiser des modèles en matière plastique.

## Jeu

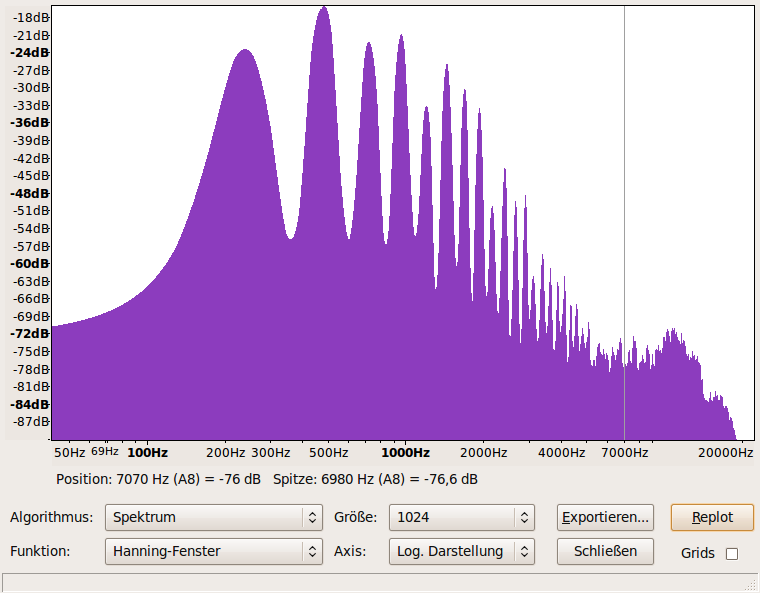
Spectre du son émis par l'instrument.

Bien que n'ayant pas été conçue en tant qu'instrument de musique à la base, la vuvuzela a une fondamentale en si bémol et peut parfois être utilisée comme un instrument de musique, notamment avec la technique du call and response, c'est-à-dire avec des instruments qui se répondent. Elle peut être intégrée à une fanfare. Il existe même un orchestre composé de 60 vuvuzelas regroupées par groupe de dix.
Sa pratique nécessite un souffle puissant qui permet d'émettre un son monotone qui s'apparente à celui d'une corne de brume, d'un barrissement d'éléphant ou d'un bourdonnement d'essaim d'abeilles.
Au Québec, cet instrument a fait sa première apparition au Carnaval de Québec en 1968, comme on peut le voir par exemple dans le film Les Canots de glace, de Jean-Claude Labrecque. Lors des commentaires sur la vuvuzela lors du Coupe du monde de football de 2010, certains Québécois prétendirent que cet instrument n'était pas nouveau, et que ce n'était qu'une trompette de carnaval.
Néanmoins son utilisation a suscité la controverse et est proscrite dans certains stades (notamment dans le championnat de France), car son son assourdissant aurait tendance à perturber les joueurs et les entraîneurs. De même, le son de cet instrument est tellement fort qu'il peut provoquer des troubles auditifs chez la personne qui y est exposée durablement.

### Utilisation lors des rencontres sportives

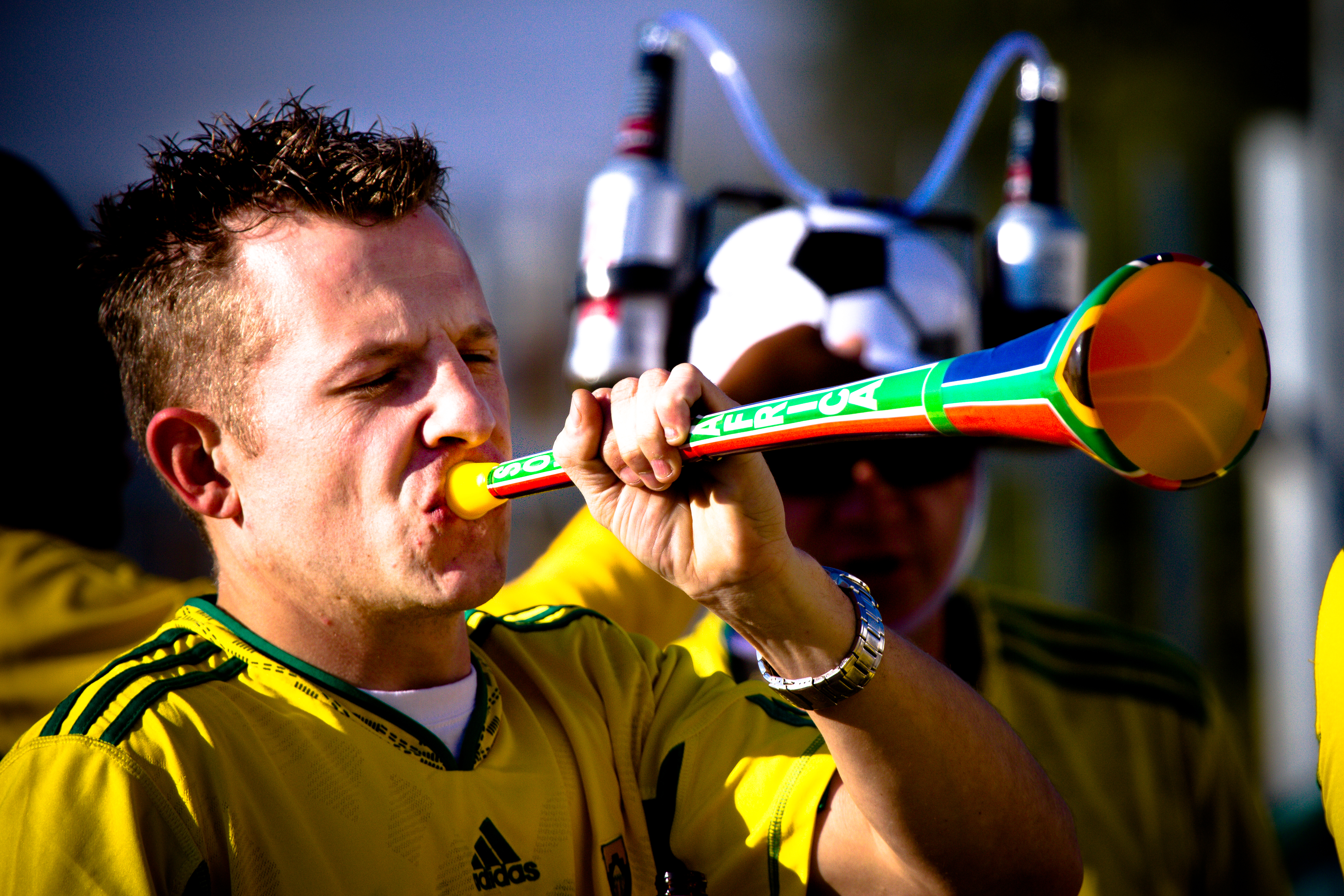
Un supporteur sud-africain soufflant dans une vuvuzela.

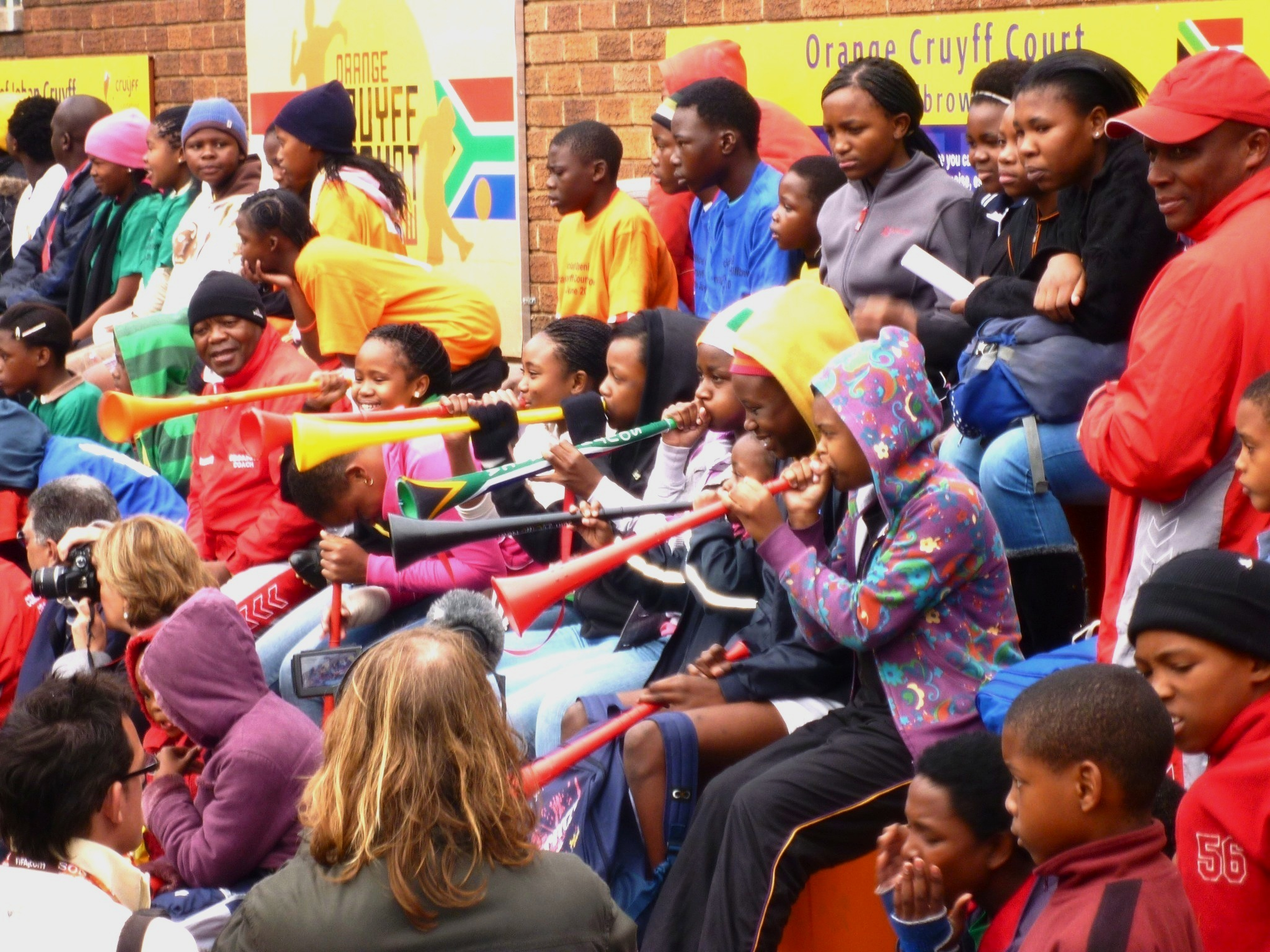
Des supporteurs sud-africains soufflant dans des vuvuzelas.

La FIFA envisageait d'interdire son utilisation pour les grandes rencontres internationales, mais la South African Football Association (SAFA) a défendu son utilisation comme une composante essentielle de l'ambiance dans les stades. La FIFA a finalement accepté l'argument en juillet 2008, permettant son utilisation pour la Coupe des confédérations 2009 et la Coupe du monde de football de 2010 au nom de la « culture du bruit ». Outre que le règlement de la FIFA ne permet d'interdire que les objets pouvant servir d'armes, un des arguments a été de considérer que la vuvuzela est une coutume locale des supporters. Il a donc simplement été demandé à ces derniers de ne pas utiliser les vuvuzelas pendant les cérémonies, les hymnes et les discours.
Vendues aux alentours de 150 rands (environ 15 euros) aux abords des stades et de 3 euros dans les marchés[réf. nécessaire], les vuvuzelas ont été accusées, selon une étude publiée avant la Coupe du monde par le fabricant de prothèses auditives Phonak, d'être la cause de l'événement sportif le plus bruyant de l'histoire, ce qui aurait entraîné une rupture de stock chez les commerçants vendeurs de bouchons d'oreilles achetés en grand nombre par les spectateurs.
Sur le plan sportif, le bruit des vuvuzelas rend très difficile la communication vocale entre les joueurs ou avec leur entraîneur, ce dernier pouvant néanmoins bien sûr communiquer par gestes,.
L'usage de la vuvuzela a entraîné des modifications dans les dispositifs habituels entourant la Coupe du monde : ainsi, certains journalistes et commentateurs sportifs ont été équipés de microphones spéciaux censés atténuer le vacarme, ou sont équipés de casques utilisés pour les retransmissions de formule 1. Une chaîne de télévision française a mis en place un filtrage du son des vuvuzelas afin d'améliorer le confort des téléspectateurs tout en conservant l'ambiance sonore générale du stade,. De même, des modèles de vuvuzelas moins bruyants ont été proposés par les fabricants afin d'atténuer le bruit de 20 dB.
Du côté du public, on assiste de plus en plus aux port de casque antibruit, qui sont vendus depuis à proximité des stades,. Un tutoriel pour atténuer les tonalités de l'instrument sur ordinateur a été publié. 

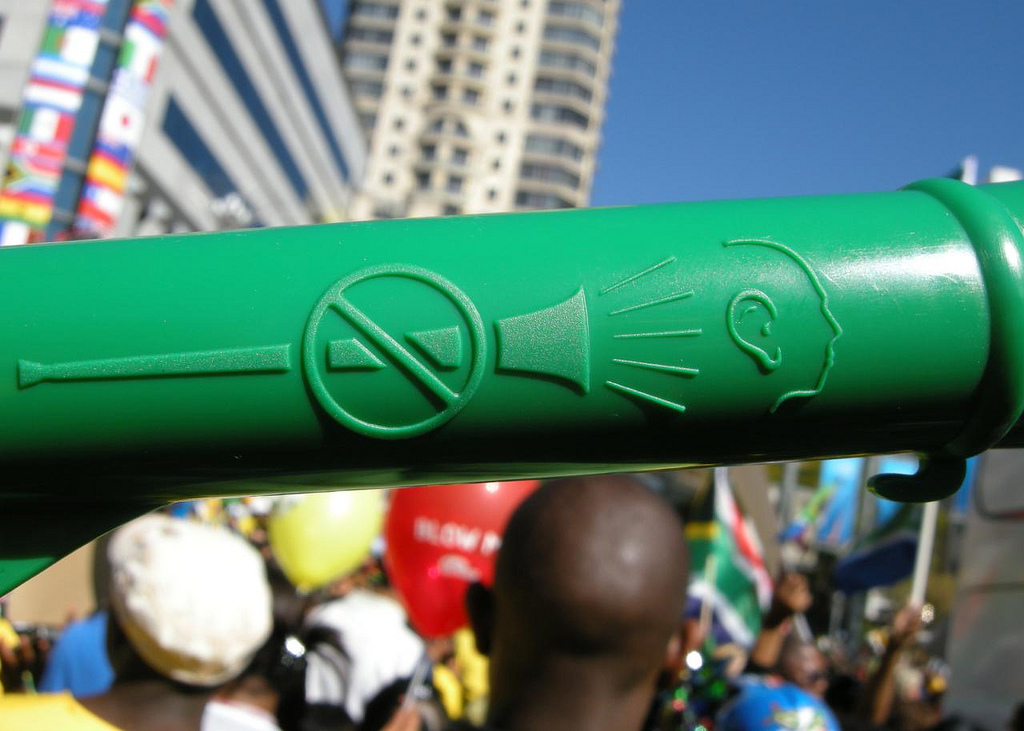
Avertissement incitant à respecter l'ouïe des autres supporteurs.

Les vuvuzelas sont par la suite présentes lors des CAN 2017, 2019, 2021 et 2023.

### Utilisation lors de manifestations
Les soutiens de la junte du Burkina Faso utilisent également l'instrument lors de leurs rassemblements.

### Risque pour l'audition
De nombreuses personnes se sont plaintes des nuisances sonores provoquées par les vuvuzelas. En effet, selon différentes études, plusieurs personnes ont rencontré des problèmes auditifs à la suite de l'utilisation prolongée des vuvuzelas,.
Avec un son pouvant atteindre 127 dB à la sortie de l'instrument, soit près de 113 dB à deux mètres de distance ou aux oreilles de la personne qui en joue, cette trompette a été mal accueillie lors de la Coupe du monde 2010, notamment par les sportifs ou spectateurs non originaires d'Afrique du Sud. De nombreuses pétitions ont ainsi été lancées et appellent à son bannissement total ou partiel des stades.
En outre, selon un médecin de la faculté de médecine et d'hygiène tropicale de Londres, par leur flux d'air, les vuvuzelas pourraient aider à la propagation de rhumes et de grippes.

### Interdictions d'utilisation
Le bruit de la vuvuzela a amené son interdiction lors de différentes compétitions ou lieux :
- Rencontres sportives dans trois stades de Cardiff : Cardiff City Stadium, SWALEC Stadium (en) et Millennium Stadium ;
- Tournoi de Wimbledon ;
- Melbourne Cricket Ground ;
- Yankee Stadium ;
- Fuji Rock Festival ;
- Rencontres de la Southeastern Conference (NCAA) ;
- Rencontres de la Ultimate Fighting Championship ;
- Rencontres de la Gaelic Athletic Association  ;
- Coupe du monde de rugby à XV 2011 ;
- Emirates Stadium  ;
- Rencontres à domicile de l'ancienne équipe de hockey sur glace des Thrashers d'Atlanta ;
- Kontinental Hockey League[37] ;
- Championnat du monde de basket-ball masculin 2010[38] ;
- Matchs du championnat de France de rugby à XV (Top 14) et de championnat de France de rugby à XV de 2e division (Pro D2)[39] ;
- Matchs du championnat de France de football (ligue 1) ;
- Matchs de football de Ligue des champions et de Ligue Europa ;
- Jeux olympiques de la jeunesse d'hiver de 2012 à Innsbruck en 2012.

Selon le décret religieux émis par l'Autorité générale des affaires islamiques des Émirats arabes unis, la vuvuzela n'est pas autorisée car son volume sonore dépasse les 100 décibels ; la fatwa ajoute qu'une vuvuzela émet jusqu'à 127 db,,.
Le vuvuzela est ensuite interdit lors de la Coupe du monde de football 2018, puis lors de la Coupe du monde de football 2022.